# محمدرضا مروجی طبسی
محمد رضا طبسی از دانشمندان شیعه در قرن چهاردهم هجری است.

## نام
شیخ محمد رضا طبسی نجفی فرزند عباس بن علی بن الحسن مشهور به مروّجی طبسی؛

## تولد
محمد رضا مروجی طبسی در روز ۱۸ شعبان ۱۳۱۷ق (۱۲۷۷ش) در شهر مشهد دیده به جهان گشود.

## تحصیلات
وی تحصیلات خود را در مشهد، قم و نجف پی گرفت و به درجه اجتهاد نائل آمد. محمد تقی ادیب نیشابوری، سید محمد باقر مدرّس رضوی، میرزا جواد ملکی تبریزی، شیخ محمّدعلی شاه آبادی و شیخ عبدالکریم حائری یزدی، سید ابوالحسن اصفهانی، میرزای نائینی و شیخ ضیاء الدین عراقی از اساتید وی بودند. طبسی همچنین از شیخ آقابزرگ تهرانی اجازه نقل روایت دارد.

## مذاق سیاسی
آیت الله مروجی طبسی از مخالفان رژیم پهلوی بود.

## شاگردان
از شاگردان طبسی می‌توان به شیخ مرتضی حائری یزدی (فرزند شیخ عبدالکریم حائری)، علی نقی منزوی، محمد صدوقی، علی دوانی، و... اشاره داشت.

## تالیفات
محمد رضا طبسی بیش از ۷۰ جلد کتاب نوشته است که از همه مشهورتر کتاب الشیعه و الرجعه و همچنین کتاب منیة الراغب فی ایمان ابی طالب است.

## فرزندان
از فرزندان آیه الله طبسی باید آقایان مرحوم نورالدین طبسی نجم الدین طبسی، محمدجواد طبسی و محمد جعفر طبسی و شهید محمد صادق طبسی را یاد کرد.

## درگذشت
مروجی طبسی در شب ۲۵ ربیع الاوّل ۱۴۰۵ ق برابر با ۲۸ دی ماه ۱۳۶۳ ش در سن ۸۸ سالگی وفات یافت و در قم دفن شد.